# 洛伊希滕貝格的約瑟芬
洛伊希滕貝格的約瑟芬（法語：Joséphine de Leuchtenberg，1807年3月14日—1876年6月7日）是瑞典王后和国王奥斯卡一世的妻子。
她是法兰西第一帝国皇后约瑟芬·德·博阿尔内的孙女，母亲奥古斯塔公主則為巴伐利亚国王马克西米利安一世的女兒。
1814年，马克西米利安一世賜封欧仁·德·博阿尔内「洛伊希滕貝格公爵」的封号。1823年，她和奥斯卡一世结婚。信奉天主教的她不願改宗瑞典國教信义宗，但同意会讓子女皈依信义宗。